# John Fiske (Philosoph)

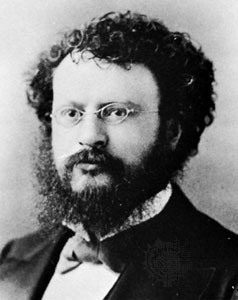
John Fiske, 1878

John Fiske (* 30. März 1842 in Hartford (Connecticut) als Edmund Fiske Green; † 4. Juli 1901) war ein US-amerikanischer Philosoph und Historiker.

## Leben

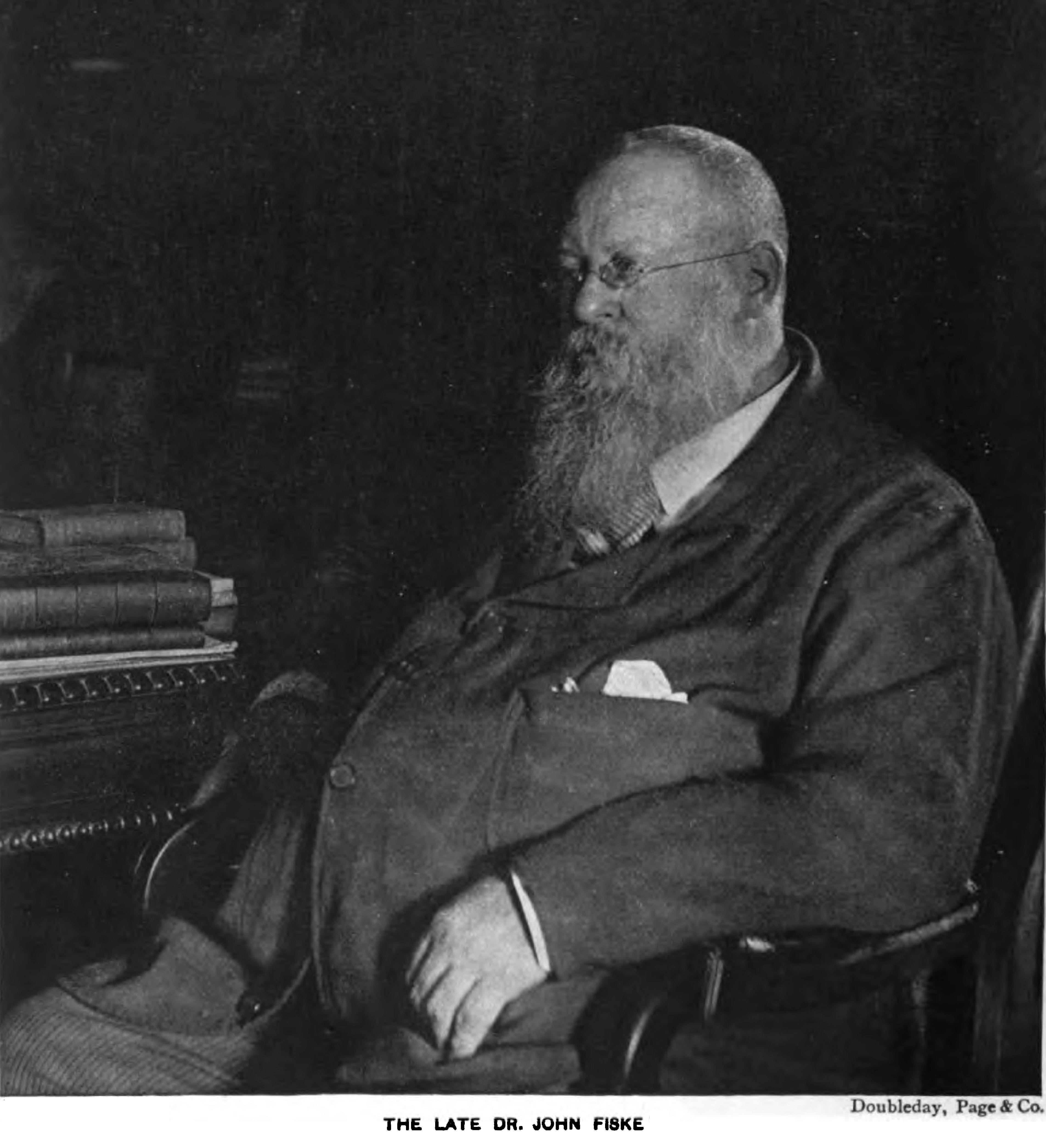
Fiske im Alter

Er war das einzige Kind des Ehepaares Edmund Brewster Green und Mary Fiske Bound. Sein Vater arbeitete als Zeitungsredakteur in Hartford, New York City und Panama, wo er 1852 verstarb. Als seine verwitwete Mutter 1855 zum zweiten Mal heiratete, änderte Edmund Fiske Green seinen Namen in den seines Urgroßvaters mütterlicherseits: John Fiske.
Nach einer Kindheit in Middletown schrieb Fiske sich an der Harvard University ein, machte 1863 seinen College-Abschluss und absolvierte 1865 die Harvard Law School. Obwohl er schon 1864 in Suffolk zum Gericht zugelassen worden war, praktizierte er nie als Jurist. Stattdessen verfolgte er eine Karriere als Autor, die 1861 begann mit einem Artikel über “Mr. Buckle's Fallacies”, den die National Quarterly Review veröffentlichte. Danach schrieb Fiske häufig für amerikanische wie britische Zeitschriften.
Von 1869 bis 1871 lehrte er in Harvard Philosophie, 1870 auch Geschichte, und war ab 1872 als Bibliothekar tätig. Als er diese Stellung 1879 verließ, war er gewähltes Mitglied im Aufsichtsrat und wurde nach dem Ende der sechsjährigen Amtszeit 1885 wiedergewählt. 1878 wurde Fiske in die American Academy of Arts and Sciences gewählt. Ab 1881 lehrte er amerikanische Geschichte an der Washington University in St. Louis (Missouri), wo er 1884 eine Professur erhielt. Seinen Wohnsitz behielt Fiske jedoch in Cambridge (Massachusetts). 1879 lehrte er Amerikanische Geschichte am University College London und 1880 an der Royal Institution.

## Werke

### Allgemein
- Myths and Myth Makers (1872) (Online publication)
- Outlines of Cosmic Philosophy (1874)
- The Unseen World (1876)
- Darwinism and Other Essays (1879; revised and enlarged, 1885)
- Excursions of an Evolutionist (1883)
- The Destiny of Man Viewed in the Light of his Origin (1884)
- The Idea of God as Affected by modern Knowledge (1885)
- Origin of Evil (1899)
- A Century of Science and Other Essays (1899)
- Through Nature to God (1899)
- The Mississippi Valley in the Civil War (1900)
- Life Everlasting (the Ingersoll Lecture, 1901)

### Geschichte
- American Political Ideas Viewed from the Standpoint of Universal History (1885)
- The Critical Period of American History, 1783-89 (1888)
- The Beginnings of New England (1889)
- The War of Independence, a book for young people (1889)
- Civil Government of the United States (1890)
- The American Revolution (two volumes, 1891)
- The Discovery of America (two volumes, 1892)
- A United States History for Schools (1895)
- Old Virginia and her Neighbors (zwei Bde., 1897)
- Dutch and Quaker Colonies in America (zwei Bde., 1899)
- Essays, Literary and Historical (1902)
- New France and New England (1902)
- A collection of his historical works appeared in 1912 as Historical Works (Popular Edition). It is in eleven volumes.